# Thea von Harbou
Thea Gabriele von Harbou (Döhlau, 27 de dezembro de 1888 — Berlim, 1 de julho de 1954) foi uma atriz, cineasta, roteirista e escritora alemã. É conhecida pelo roteiro do filme clássico de ficção científica Metrópolis, de 1927, baseado no livro escrito por Thea. Junto de um de seus maridos, o cineasta Fritz Lang, Thea trabalhou como roteirista no período de transição entre o cinema mudo para o falado.

## Biografia
Thea nasceu em Tauperlitz, uma vilã em Döhlau, no Reino da Baviera, em 1888. Era uma família da base da nobreza, com oficiais no governo, o que lhe deu uma vida com conforto enquanto crescia. Quando criança, foi educada em um convento, com tutores particulares, onde aprendeu a falar diversos idiomas, a tocar piano e violino, sendo considerada uma criança prodígio.
Seus primeiros trabalhos foram contos publicados em uma revista e um livro de poemas publicado por conta, focado em suas percepções a respeito da arte, algo incomum para uma criança de 13 anos. Apesar de levar uma vida privilegiada, Thea queria ganhar seu próprio dinheiro, o que a levou a ser atriz, apesar dos protestos de sua família.
Após sua estreia em 1906, Thea conheceu Rudolf Klein-Rogge, com quem se casou durante a Primeira Guerra Mundial. Em 1917, o casal se mudou para Berlim, onde Thea se dedicou a construir uma carreira de escritora. Começou a escrever sobre mitos épicos e lenda, em geral com um tom ultranacionalista. Segundo historiadores, seus livros começaram a se tornar patrióticos e com a intenção de levantar a moral do povo alemão, pedindo que as mulheres se dedicassem e se sacrificassem a promover a "glória eterna da pátria".
Sua primeira interação com o cinema foi através do diretor alemão Joe May, que decidiu adaptar um dos livros de Thea, Die heilige Simplizia. Sua produção de ficção começou a cair, conforme ela se tornavam uma das maiores roteiristas alemãs, não apenas por sua parceria com Fritz Lang, mas por seus roteiros escritos para F. W. Murnau, Carl Dreyer e E. A. Dupont, considerados os luminares alemães.
Seu irmão, Horst von Harbou, foi trabalhar para a UFA como fotógrafo e começou a trabalhar com Thea e Fritz em várias de suas produções.

## Parceria com Fritz Lang
O primeiro trabalho de Thea com Lang foi marcado pelo interesse em comum sobre a Índia. Como Thea trabalhou na adaptação de seu livro de 1918, Das Indische Grabmal, ("Mistérios da Índia"), Joe May designou Lang para ajudar a escrever um roteiro e nos detalhes da produção. Thea era conhecida por sua força criativa, pela motivação e pela eficiência. Thea conseguia chegar nas pessoas, trabalhar em equipe e conseguia reverter situações ruins.
Thea começou um caso com Lang por volta dessa época e ela então se divorciou de Klein-Rogge em 1920. Com o sucesso de Dr. Mabuse e a morte da primeira esposa, de Lang, eles se casaram em 1922. Os dois escreveram um roteiro que refletia o orgulho do casal por sua herança alemã, Die Nibelungen, o que elevou ainda mais a reputação de Thea como escritora e roteirista. Ficou conhecida por sempre usar o mesmo vestido durante toda uma filmagem e por cozinhar para a equipe quando eles gravavam até tarde.
Nesta época, década de 1920, a pobreza na Alemanha vinha aumentando, portanto Thea comprava comida para alimentar toda a equipe, conseguindo incluir nas despesas da filmagem os custos com a alimentação. Passava horas cortando batatas e fervendo sopas para dar uma refeição quente, em especial aos figurantes.
Thea novelizou diversos roteiros para que a publicação do livro coincidisse com a estreia do filme, mas este não foi o caso de Metrópolis, um de seus trabalhos mais famosos. Thea teve papel central na produção do filme que se tornou também um dos mais famosos de Fritz Lang e da Alemanha. Além de ter escrito o livro e o roteiro e de desenvolver o final do filme, Thea também encontrou o ator Gustav Fröhlich, que interpretou um dos protagonistas, Freder Fredersen.

## Divórcio

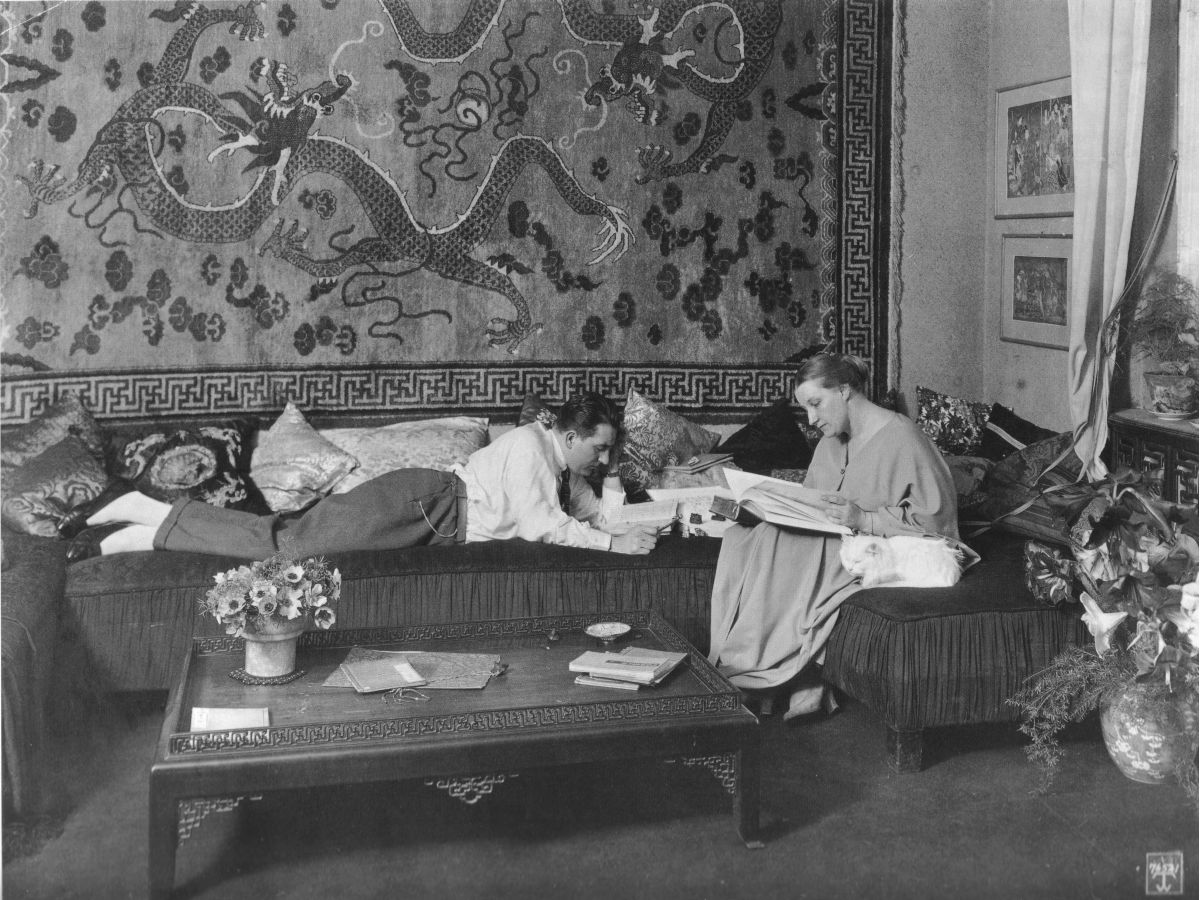
Fritz Lang e Thea von Harbou em seu apartamento em Berlim, 1923 ou 1924

Logo após o casamento, Fritz Lang começou a se envolver com mulheres bem jovens, ainda que representassem o papel do casal feliz. Na produção de Das Testament des Dr. Mabuse, Lang a pegou na cama com Ayi Tendulkar, um jornalista indiano, 17 anos mais nova que Thea. O divórcio saiu em 20 de abril de 1933 e pouco a pouco o casal foi perdendo contato. Thea e Ayi se casaram secretamente já que a Alemanha Nazista não permitia o casamento de seus cidadãos com pessoas de pele escura e outra etnia.

## Nazismo
Quando Adolf Hitler chegou ao poder em 1933, a indústria cinematográfica alemã se tornou uma máquina ideológica de propaganda nazista. Thea permaneceu leal ao novo regime. Em 1934, por conta própria, ela escreveu e dirigiu dois filmes: Elisabeth und der Narr e Hanneles Himmelfahrt (A Ascensão de Little Hannele). Porém, Thea não gostou a experiência de dirigir e continuou uma prolífica roteirista nesta época.

## Pós-Segunda Guerra
De julho a outubro de 1945, Thea foi mantida em Staumühle, um campo de prisioneiros britânico. Apesar de seu trabalho para a indústria alemã sob o nazismo, Thea alegou que ela só se filiou ao partido para ajudar os imigrantes indianos na Alemanha, como seu marido. Ela teria fornecido comida e cuidados médicos para imigrantes e de fato ganhou uma medalha de mérito por salvar pessoas em dois ataques aéreos. Na prisão, dirigiu uma peça de Fausto e quando foi solta, trabalhou na Trümmerfrau, o nome em alemão para mulheres que, após a Segunda Guerra Mundial, ajudaram a limpar e reconstruir as cidades bombardeadas da Alemanha e Áustria.

## Morte

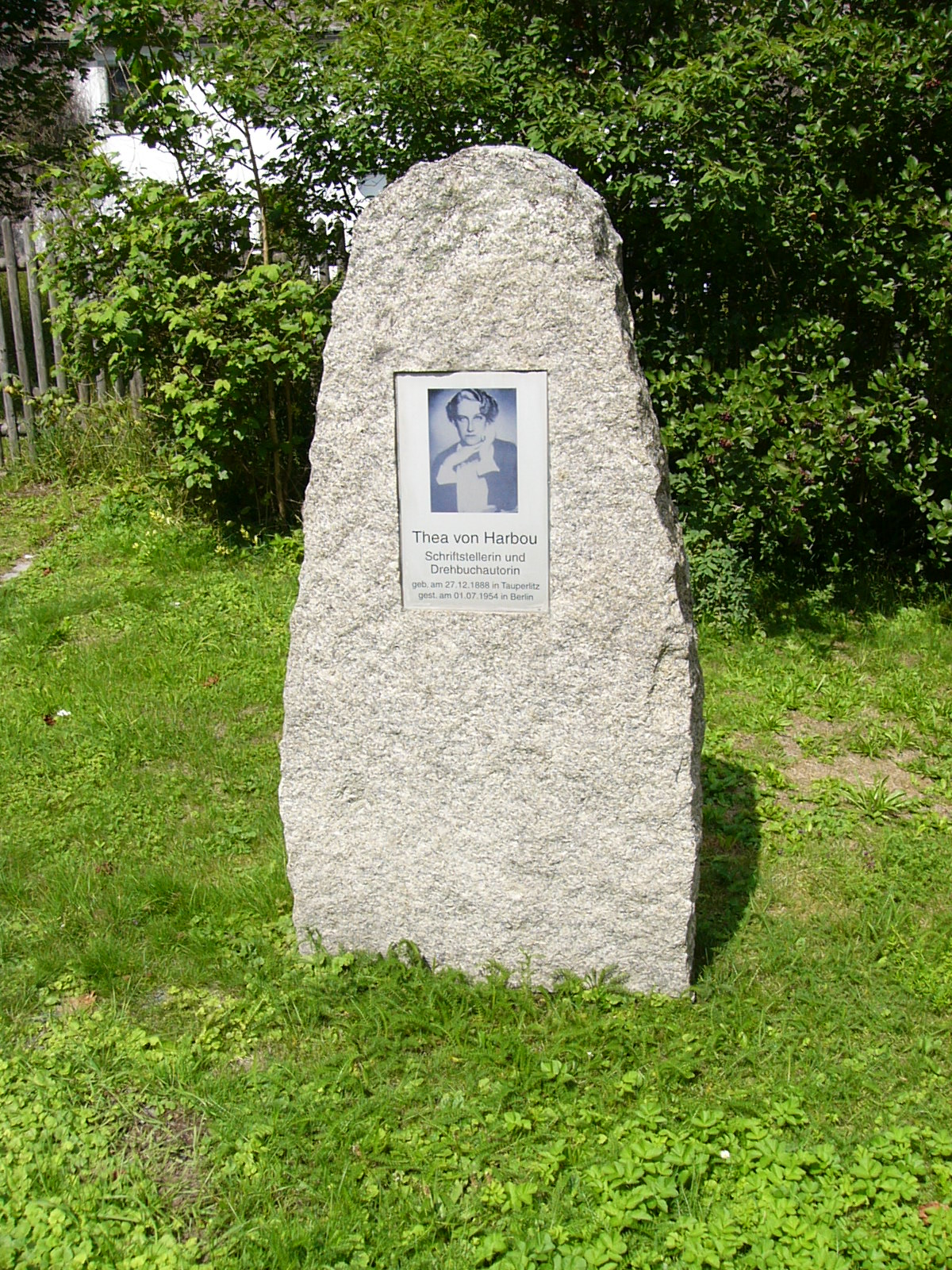
Monumento em sua homenagem em Tauperlitz

A hipertensão e as constantes enxaquecas debilitaram Thea ao longo da vida. Ainda assim, ela não parou de escrever, às vezes ditando textos de sua cama. Depois de ir a uma apresentação de Der müde Tod, como convidada de honra, ela caiu e lesionou o quadril. Ela foi internada e morreu em um hospital em Berlim, em 1 de julho de 1954, aos 65 anos.

## Filmografia
Diretora
- Elisabeth und der Narr (1934)
- Hanneles Himmelfahrt (1934)

Roteiros
- The Legend of Holy Simplicity (1920) - roteiro (diretor: Joe May)
- The Wandering Image (1920) - roteiro (Fritz Lang)
- The Women of Gnadenstein (1921)
- The Passion of Inge Krafft (1921)
- Das Indische Grabmal 1 (The Indian Tomb Part 1) (1921) - roteiro (May)
- Der Müde Tod (Weary Death/ Destiny) (1921) - roteiro (Lang)
- Four Around a Woman (1921) - roteiro(Lang)
- Das Indische Grabmal 2. Teil: Der Tiger Von Eschnapur (The Indian Tomb Part 2: The Tiger of Eschnapur) (1921) - roteiro (May)
- Phantom (1922) - roteiro (F. W. Murnau)
- Der Brennende Acker (Burning Soil) (1922) - roteiro (Murnau)
- Dr. Mabuse, Der Spieler 1. Teil: Der Große Spieler - Ein Bild Unserer Zeit (Dr. Mabuse, the Gambler Part 1: The Great Gambler - A Picture of our Time) (1922) - Screenplay (Lang)
- Dr. Mabuse, Der Spieler 2. Teil: Inferno, Ein Spiel von Menschen Unserer Z (Dr. Mabuse, The Gambler Part 2: Inferno - A Play About People of our Time) (1922) - roteiro (Lang)
- Die Austreibung. Die Macht Der Zweiten Frau (Driven From Home) (1923) - cenário (Murnau)
- Mikaël (1924) - roteiro Michael (1924) - (Carl Theodor Dreyer)
- Die Nibelungen 1. Teil: Siegfried's Tod (The Nibelungen Part 1: Siegfried's Death) (1924) - roteiro Die Nibelungen: Siegfried (Siegfried's Death) (1924) - (Lang)
- Die Nibelungen 2. Teil: Kriemhild's Rache (The Nibelungen Part 2: Kriemhild's Revenge) (1924) - roteiro Die Nibelungen: Kriemhilds Rache (Kriemhilde's Revenge) (1924) - (Lang)
- Die Finanzen Des Großherzogs (The Finances of the Grand Duke) (1924) - (Murnau)
- Metropolis (1927) - roteiro - (Lang)
- Spione (The Spy) (1928) - roteiro, história original Spione (Spies) (1928) - (Lang)
- Frau Im Mond (Woman in the Moon) (1929) - roteiro, história original Frau im Mond (Woman in the Moon), de seu livro Die Frau im Mond (1929) - (Lang)
- M (1931) - Screenplay (uncredited) (Lang)
- The First Right of the Child (1932) - Screenplay
- Das Testament Des Dr. Mabuse (The Testament of Dr. Mabuse) (1933) - Screenplay The Testament of Dr. Mabuse (1933) - (Lang)
- The Old and the Young King (1935) - Script
- I Was Jack Mortimer (1935) - Screenplay
- Die Herrin von Campina (The Mistress of Campina) (1936) - Screenplay
- Die Unmögliche Frau The Impossible Woman (1936) - Script (Meyer)
- Escapade (1936)
- A Woman of No Importance (1936)
- Mother Song (1937)
- The Broken Jug (1937) - roteiro (Gustav Ucicky)
- Don't Promise Me Anything (1937) - roteiro
- Jugend (1938) - roteiro (Veit Harlan)
- Verwehte Spuren (Covered Tracks) (1938) - roteiro, baseado na história So Long at the Fair (Harlan)
- The Woman at the Crossroads (1938) - roteiro
- Hurra! Ich bin papa! (Hurrah! I'm a Father) (1939) - roteiro (Kurt Hoffmann)
- Annelie (1941) - Script
- Clarissa (1941)
- With the Eyes of a Woman (1942)
- Maria Malibran (1943)
- Die Gattin (The Wife) (1943) - roteiro
- Via Mala (1945) - roteiro (Josef von Báky)
- Erzieherin Gesucht (Educator in Request) (1950) - roteiro
- A Day Will Come (1950)
- Dr. Holl, screenplay (1951) - (Rolf Hansen)
- Your Heart Is My Homeland (1953)
- Tiger of Eschnapur (1958) (Lang)
- The Indian Tomb (1958) (Lang)
- Journey to the Lost City (1958) (Lang)

## Livros
- Wenn's Morgen wird, 1905
- Weimar: Ein Sommertagstraum, verse stories 1908
- Die nach uns kommen, Ein Dorfroman, novel, 1910
- Von Englen  und Teufelschen, ten stories, 1913
- Deutsche Frauen. Bilder stillen Hendentums, five stories, 1914
- Der Unsterbliche Acker, ein Kriegsroman, 1915
- Gold im Feuer, novel, 1915
- Der Krieg und die Frauen, eight stories, 1915
- Die Masken des Todes. Sieben Geschichten in einer, 1915
- Die Flucht der Beate Hoyermann, 1916
- Die Deutsche Frau im Weltkrieg, essays, 1916
- Aus Abend und Morgen ein neuer Tag, 1916
- Du junge Wacht am Rhein!, 1917
- Das indische Grabmal (The Indian Tomb), 1918
- Der belagerte Tempel, 1917
- Die Nach uns kommen, 1918
- Legenden,  five stories (including Heiligen Simplicia), 1919
- Sonderbare Heilige, Zehn Novellen, 1919
- Die Unheilige Dreifaltigkeit, 1920
- Das Haus ohne Tür und Fenster, 1920
- Gute Kameraden, 1920
- Gedichte, 1920
- Das Niebelungenbuch, 1924
- Mondscheinprinzeßchen, 1925
- Metrópolis, 1926
- Der Insel Der Unsterblichen, 1926
- Mann Zwischen Frauen, 1927
- Frau im Mond, 1928
- Spione, 1929
- Du Bist Unmöglich, Jo!, novel, 1931
- Liebesbriefe aus St. Florin; Novelle, 1935
- Adrian Drost und sein Land, 1937
- Aufblühender Lotos, 1941
- Der Dieb von Bagdad, 1949
- Gartenstraße 64, 1952